# قائمة رؤساء إيطاليا
هذه قائمة برؤساء الجمهورية الإيطالية والذين حملو لقب (Presidente della Repubblica) منذ عام 1948. قصر كيرينالي في روما هو المقر الرسمي لرئيس الجمهورية الإيطالية. قدم رؤساء الجمهورية الأحد عشر من خمسة مناطق فقط: ثلاثة من كامبانيا (كلهم من نابولي) وبييمونتي واثنان من سردينيا (كلاهما من ساساري) وتوسكانا وواحد من ليغوريا.

## قائمة رؤساء الجمهورية الإيطالية (1948–الآن)
|    | الصورة             | الاسم (الميلاد–الوفاة)              | فترة الحكم     | فترة الحكم     | الحزب | الحزب                               | الانتخابات | المرجع |
| N. | الصورة             | الاسم (الميلاد–الوفاة)              | استلم المنصب   | ترك المنصب     | الحزب | الحزب                               | الانتخابات | المرجع |
| -- | ------------------ | ----------------------------------- | -------------- | -------------- | ----- | ----------------------------------- | ---------- | ------ |
| 1  |                    | إنريكو دي نيكولا (1877–1959)        | 1 يناير 1948   | 12 مايو 1948   |       | الحزب الليبرالي الإيطالي            | 1947       | [ 1 ]  |
| 1  | 132 أيام           | إنريكو دي نيكولا (1877–1959)        |                |                |       | الحزب الليبرالي الإيطالي            | 1947       | [ 1 ]  |
| 2  |                    | لويجي إيناودي (1874–1961)           | 12 مايو 1948   | 11 مايو 1955   |       | الحزب الليبرالي الإيطالي            | 1948       | [ 2 ]  |
| 2  | 6 سنوات و364 أيام  | لويجي إيناودي (1874–1961)           |                |                |       | الحزب الليبرالي الإيطالي            | 1948       | [ 2 ]  |
| 3  |                    | جوفاني غرونكي (1887–1978)           | 11 مايو 1955   | 11 مايو 1962   |       | الديمقراطية المسيحية                | 1955       | [ 3 ]  |
| 3  | 7 سنوات و0 أيام    | جوفاني غرونكي (1887–1978)           |                |                |       | الديمقراطية المسيحية                | 1955       | [ 3 ]  |
| 4  |                    | أنطونيو سينيي (1891–1972)           | 11 مايو 1962   | 6 ديسمبر 1964  |       | الديمقراطية المسيحية                | 1962       | [ 4 ]  |
| 4  | 2 سنوات و209 أيام  | أنطونيو سينيي (1891–1972)           |                |                |       | الديمقراطية المسيحية                | 1962       | [ 4 ]  |
| 5  |                    | جوزيبي ساراغات (1898–1988)          | 29 ديسمبر 1964 | 29 ديسمبر 1971 |       | الحزب الديمقراطي الاشتراكي الإيطالي | 1964       | [ 5 ]  |
| 5  | 7 سنوات و0 أيام    | جوزيبي ساراغات (1898–1988)          |                |                |       | الحزب الديمقراطي الاشتراكي الإيطالي | 1964       | [ 5 ]  |
| 6  |                    | جيوفاني ليوني (1908–2001)           | 29 ديسمبر 1971 | 15 يونيو 1978  |       | الديمقراطية المسيحية                | 1971       | [ 6 ]  |
| 6  | 6 سنوات و168 أيام  | جيوفاني ليوني (1908–2001)           |                |                |       | الديمقراطية المسيحية                | 1971       | [ 6 ]  |
| 7  |                    | ساندرو برتيني (1896–1990)           | 9 يوليو 1978   | 29 يونيو 1985  |       | الحزب الاشتراكي الإيطالي            | 1978       | [ 7 ]  |
| 7  | 6 سنوات و355 أيام  | ساندرو برتيني (1896–1990)           |                |                |       | الحزب الاشتراكي الإيطالي            | 1978       | [ 7 ]  |
| 8  |                    | فرانشيسكو كوسيغا (1928–2010)        | 3 يوليو 1985   | 28 أبريل 1992  |       | الديمقراطية المسيحية                | 1985       | [ 8 ]  |
| 8  | 6 سنوات و300 أيام  | فرانشيسكو كوسيغا (1928–2010)        |                |                |       | الديمقراطية المسيحية                | 1985       | [ 8 ]  |
| 9  |                    | أوسكار لويجي سكالفارو (1918–2012)   | 28 مايو 1992   | 15 مايو 1999   |       | الديمقراطية المسيحية                | 1992       | [ 9 ]  |
| 9  | 6 سنوات و352 أيام  | أوسكار لويجي سكالفارو (1918–2012)   |                |                |       | الديمقراطية المسيحية                | 1992       | [ 9 ]  |
| 10 |                    | كارلو أزيليو تشامبي (1920–2016)     | 18 مايو 1999   | 15 مايو 2006   |       | مستقل                               | 1999       | [ 10 ] |
| 10 | 6 سنوات و362 أيام  | كارلو أزيليو تشامبي (1920–2016)     |                |                |       | مستقل                               | 1999       | [ 10 ] |
| 11 |                    | جورجو نابوليتانو (مواليد 1925_2023) | 15 مايو 2006   | 14 يناير 2015  |       | ديمقراطيو اليسار / مستقل            | 2006 2013  | [ 11 ] |
| 11 | 8 سنوات و244 أيام  | جورجو نابوليتانو (مواليد 1925_2023) |                |                |       | ديمقراطيو اليسار / مستقل            | 2006 2013  | [ 11 ] |
| 12 |                    | سيرجيو ماتاريلا (مواليد 1941)       | 3 فبراير 2015  | في المنصب      |       | مستقل                               | 2015 2022  | [ 12 ] |
| 12 | 10 سنوات و103 أيام | سيرجيو ماتاريلا (مواليد 1941)       |                |                |       | مستقل                               | 2015 2022  | [ 12 ] |

## بديل رئيس الدولة
في بعض الأحيان من تاريخ الجمهورية الإيطالية، استبدل رئيس الجمهورية المنتهية ولايته بسياسيين بديلين. كان إنريكو دي نيكولا فقط الوحيد الذي انتخب كرئيس مؤقت للدولة من قبل المجلس الدستوري في 28 يونيو 1946 وحمل اللقب الرسمي ونقل مقر إقامته إلى قصر كويرينالي. حمل الآخرون سلطات المنصب دون اللقب. بعد اعتماد الدستور الإيطالي في عام 1948، يؤهل رئيس مجلس الشيوخ لصلاحيات رئيس الدولة في حالة غياب رئيس الجمهورية.
- ألتشيدي دي غاسبيري: (1881 - 1954) مارس صلاحيات رئيس الدولة المؤقت بوصفه رئيساً للوزراء بين رحيل أومبرتو الثاني ملك إيطاليا يوم 12 يونيو 1946 وإعلان إنريكو دي نيكولا رئيساً للدولة من قبل الجمعية الدستورية في 1 يوليو 1946.
- إنريكو دي نيكولا: (1877 - 1959) كان الرجل الوحيد الذي حمل اللقب والصلاحيات كرئيس مؤقت للدولة. تولى المنصب في 1 يوليو 1946 وأصبح رسمياً رئيس الجمهورية في 1 يناير 1948، كما أمر بذلك الدستور الجديد.
- سيزاري ميزاغورا: (1898 - 1991) رئيس مجلس الشيوخ حينها، حمل صلاحيات الرئاسة مؤقتا بدلاً من سينيي بعد تدهور صحته في 10 أغسطس 1964، وحل محله بعد استقالته في 6 ديسمبر. مارس السلطات حتى 29 ديسمبر 1964.
- أمنتوري فانفاني: (1908 - 1999) رئيس مجلس الشيوخ حينها، حمل الصلاحيات بدلاً من ليوني بعد استقالته من منصبه لتورطه في فضيحة رشوة في 15 يونيو 1978. مارس الصلاحيات حتى 9 يوليو 1978.
- فرانشيسكو كوسيغا: (1928 - 2010) رئيس مجلس الشيوخ حينها، استبدل الرئيس بيرتيني في 29 يونيو 1985، قبل أربعة أيام فقط من توليه منصب رئيس الجمهورية.
- جيوفاني سبادوليني: (1925 - 1994) رئيس مجلس الشيوخ حينها، استبدل الرئيس كوسيغا في 28 أبريل 1992. مارس الصلاحيات حتى 28 مايو 1992.
- نيكولا مانشينو: (1931 -) رئيس مجلس الشيوخ حينها، استبدل الرئيس سكالفارو في 15 مايو 1999. مارس الصلاحيات حتى 18 مايو 1999.